# العلاقات المالديفية الميكرونيسية
العلاقات المالديفية الميكرونيسية هي العلاقات الثنائية التي تجمع بين المالديف وولايات ميكرونيسيا المتحدة.

## مقارنة بين البلدين
هذه مقارنة عامة ومرجعية للدولتين:
| وجه المقارنة                                              | المالديف       | ولايات ميكرونيسيا المتحدة |
| --------------------------------------------------------- | -------------- | ------------------------- |
| المساحة (كم2)                                             | 298            | 702                       |
| عدد السكان (نسمة)                                         | 436.33 ألف     | 105.54 ألف                |
| الكثافة السكانية (ن./كم²)                                 | 146.42 ألف     | 15.03 ألف                 |
| العاصمة                                                   | ماليه          | باليكير                   |
| اللغة الرسمية                                             | اللغة الديفهي  | لغة إنجليزية              |
| العملة                                                    | روفيه مالديفية | دولار أمريكي              |
| الناتج المحلي الإجمالي (بليون دولار)                      | 4.60 مليار     | 336.43 مليون              |
| الناتج المحلي الإجمالي (تعادل القوة الشرائية) بليون دولار | 5.23 مليار     | 365.27 مليون              |
| الناتج المحلي الإجمالي الاسمي للفرد دولار أمريكي          | 8.39 ألف       | 3.02 ألف                  |
| الناتج المحلي الإجمالي للفرد دولار أمريكي                 | 12.53 ألف      |                           |
| مؤشر التنمية البشرية                                      | 0.706          | 0.640                     |
| رمز المكالمات الدولي                                      | +960           | +691                      |
| رمز الإنترنت                                              | .mv            | .fm                       |
| المنطقة الزمنية                                           | ت ع م+05:00    |                           |

## منظمات دولية مشتركة
يشترك البلدان في عضوية مجموعة من المنظمات الدولية، منها:
| علم المنظمة | اسم المنظمة                        | تاريخ انضمام المالديف | تاريخ انضمام ولايات ميكرونيسيا المتحدة |
| ----------- | ---------------------------------- | --------------------- | -------------------------------------- |
|             | بنك التنمية الآسيوي                | 1978                  | 1990                                   |
|             | مؤسسة التنمية الدولية              | 13 يناير 1978         | 24 يونيو 1993                          |
|             | يونسكو                             | 18 يوليو 1980         | 19 أكتوبر 1999                         |
|             | وكالة ضمان الاستثمار متعدد الأطراف | 19 مايو 2005          | 11 أغسطس 1993                          |
|             | الأمم المتحدة                      | 21 سبتمبر 1965        | 17 سبتمبر 1991                         |
|             | البنك الدولي للإنشاء والتعمير      | 13 يناير 1978         | 24 يونيو 1993                          |
|             | الاتحاد الدولي للاتصالات           | 28 فبراير 1967        | 18 مارس 1993                           |
|             | منظمة حظر الأسلحة الكيميائية       | ?                     | ?                                      |
|             | مؤسسة التمويل الدولية              | 2 فبراير 1983         | 24 يونيو 1993                          |
|             | تحالف الدول الجزرية الصغيرة        | ?                     | ?                                      |

## وصلات خارجية
- موقع وزارة الخارجية المالديفية